# 紀元前467年
紀元前467年（きげんぜん467ねん）は、ローマ暦の年である。
当時は、「ウィブラヌスとマメルクスが共和政ローマ執政官に就任した年」として知られていた（もしくは、それほど使われてはいないが、ローマ建国紀元287年）。紀年法として西暦（キリスト紀元）がヨーロッパで広く普及した中世時代初期以降、この年は紀元前467年と表記されるのが一般的となった。

## 他の紀年法
- 干支 : 甲戌
- 日本
  - 皇紀194年
  - 孝昭天皇9年
- 中国
  - 周 - 貞定王2年
  - 秦 - 厲共公10年
  - 晋 - 出公8年
  - 楚 - 恵王22年
  - 斉 - 平公14年
  - 燕 - 孝公31年
  - 趙 - 襄子9年
- 朝鮮
  - 檀紀1867年
- ベトナム :
- 仏滅紀元 : 78年
- ユダヤ暦 : 3294年 - 3295年

## できごと

### 共和政ローマ
- 3度執政官になったクィントゥス・ファビウス・ウィブラヌスが、初めての執政官に就任した。

### シチリア
- 兄のヒエロン1世の死後、トラシュブロスがシュラクサイの僭主となった。

### 文学
- アイスキュロスが『テーバイ攻めの七将』を書き、ディオニューシア祭で優勝した。
- アイスキュロスの戯曲『ペルシア人』がシチリアで再演された。

### 天文現象
- 前漢の歴史書『史記』やローマ帝国の百科全書『博物誌』によると彗星が出現した。のちのハレー彗星に比定する説がある。

## 死去
- ヒエロン1世 - シュラクサイの僭主